# William Dodd

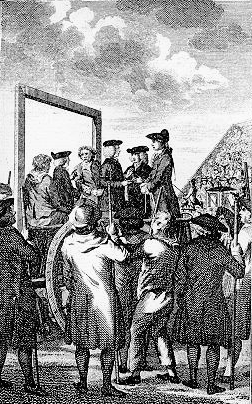
William Dodd på avrättningsplatsen.

William Dodd, född 29 maj 1729 i Bourne, Lincolnshire, död 27 juni 1777 (avrättad på Tyburn), var en engelsk präst och skriftställare.
Dodd utnämndes 1763, trots sitt utsvävande levnadssätt, till hovpredikant, men avsattes 1776 från denna syssla, då han genom löfte om mutor försökt förmå lordkanslern att skaffa honom ett pastorat, och blev 1777 hängd för växelförfalskning.